# Cartel de Sonora
Pour les articles homonymes, voir Juárez.
Le cartel de Sonora, aussi connue comme l'organisation Caro-Quintero, est un groupe mafieux mexicain.